# قاسم کشکولی
قاسم کشکولی (زادهٔ ۶ مهر ۱۳۴۲ در لنگرود) نویسنده ایرانی است.
او که یکی از داستان نویسان پیشروی معاصر ایران است،
داستان نویسی را به شکل حرفه‌ای از زمستان ۱۳۶۹ آغاز کرد. نخستین داستانش «پنجره» در هفته‌نامه نقش قلم به چاپ رسید.به تازگی در برنامه به وقت کتاب تلویزیون اینترنتی لنگر خبر، با اجرای هنرمند لنگرودی محمد امین آثار کشکولی برای مخاطبان این رسانه معرفی شد.

## آثار

### رمان و داستان بلند
- ناهید (۱۳۷۹)
- بازی، مهندس یک رمان (۱۳۸۸) [۲]
- این سگ می خواهد رکسانا را بخورد (۱۳۹۴)

### مجموعه داستان
- زن در پیاده رو راه می‌رود (۱۳۷۷)

### غیر داستانی
- روایتی از سوانح احمد غزالی